# 金塊弄蝶屬
金塊弄蝶屬（學名：Oreisplanus）是弄蝶科弄蝶亞科中的一個屬。物種分佈於澳大利亞東南部。

## 物種
- 金塊弄蝶 Oreisplanus munionga (Olliff, 1890)
- 山地金塊弄蝶 Oreisplanus perornata (Kirby, 1893)